# Malayaleyrodes
Malayaleyrodes is een geslacht van halfvleugeligen (Hemiptera) uit de familie witte vliegen (Aleyrodidae), onderfamilie Aleyrodinae.
De wetenschappelijke naam van dit geslacht is voor het eerst geldig gepubliceerd door Corbett in 1935. De typesoort is Malayaleyrodes lumpurensis.

## Soort
Malayaleyrodes omvat de volgende soort:
- Malayaleyrodes lumpurensis Corbett, 1935